# سووپسک
سِووپسک (به لهستانی: Słupsk، به آلمانی: Stolp in Pommern، نیز معروف به نام‌هایی دیگر) یکی از شهرهای لهستان است.
این شهر در استان پومرانیانی در بخش شمالی کشور جای دارد.
جمعیت سووپسک بر پایه آمار سال ۲۰۰۶ برابر با ۹۸٬۷۵۷ نفر و مساحتش ۴۳٫۱۵ کیلومتر مربع است.
سووپسک پیش از تقسیمات جدید کشوری در سال ۱۹۹۹ مرکز استان سووپسک بود.
این شهر همچنین بخشی از سرزمین تاریخی پومرانی است.